# Montgirod
Montgirod és un municipi francès situat al departament de la Savoia i a la regió d'Alvèrnia-Roine-Alps. L'any 2007 tenia 433 habitants.

## Demografia

### Població
El 2007 la població de fet de Montgirod era de 433 persones. Hi havia 176 famílies de les quals 40 eren unipersonals (20 homes vivint sols i 20 dones vivint soles), 68 parelles sense fills, 56 parelles amb fills i 12 famílies monoparentals amb fills.
La població ha evolucionat segons el següent gràfic:
Habitants censats

### Habitatges
El 2007 hi havia 265 habitatges, 183 eren l'habitatge principal de la família, 77 eren segones residències i 5 estaven desocupats. 210 eren cases i 55 eren apartaments. Dels 183 habitatges principals, 147 estaven ocupats pels seus propietaris, 32 estaven llogats i ocupats pels llogaters i 4 estaven cedits a títol gratuït; 10 tenien dues cambres, 28 en tenien tres, 55 en tenien quatre i 90 en tenien cinc o més. 142 habitatges disposaven pel capbaix d'una plaça de pàrquing. A 62 habitatges hi havia un automòbil i a 100 n'hi havia dos o més.

### Piràmide de població
La piràmide de població per edats i sexe el 2009 era:
| Homes | Edats   | Dones |
| ----- | ------- | ----- |
| 0     | 95 o +  | 0     |
| 0     | 90 a 94 | 4     |
| 0     | 85 a 89 | 4     |
| 0     | 80 a 84 | 4     |
| 8     | 75 a 79 | 8     |
| 8     | 70 a 74 | 4     |
| 20    | 65 a 69 | 12    |
| 12    | 60 a 64 | 8     |
| 16    | 55 a 59 | 16    |
| 12    | 50 a 54 | 12    |
| 16    | 45 a 49 | 12    |
| 32    | 40 a 44 | 16    |
| 12    | 35 a 39 | 8     |
| 8     | 30 a 34 | 16    |
| 16    | 25 a 29 | 12    |
| 8     | 20 a 24 | 8     |
| 4     | 15 a 19 | 8     |
| 8     | 10 a 14 | 4     |
| 8     | 5 a 9   | 12    |
| 16    | 0 a 4   | 4     |

## Economia
El 2007 la població en edat de treballar era de 269 persones, 213 eren actives i 56 eren inactives. De les 213 persones actives 208 estaven ocupades (113 homes i 95 dones) i 5 estaven aturades (1 home i 4 dones). De les 56 persones inactives 33 estaven jubilades, 10 estaven estudiant i 13 estaven classificades com a «altres inactius».

### Ingressos
El 2009 a Montgirod hi havia 176 unitats fiscals que integraven 423 persones, la mediana anual d'ingressos fiscals per persona era de 19.162 €.

### Activitats econòmiques
Dels 24 establiments que hi havia el 2007, 1 era d'una empresa extractiva, 1 d'una empresa de fabricació d'altres productes industrials, 7 d'empreses de construcció, 1 d'una empresa de comerç i reparació d'automòbils, 2 d'empreses de transport, 2 d'empreses d'hostatgeria i restauració, 1 d'una empresa financera, 5 d'empreses de serveis, 3 d'entitats de l'administració pública i 1 d'una empresa classificada com a «altres activitats de serveis».
Dels 10 establiments de servei als particulars que hi havia el 2009, 1 era un taller de reparació d'automòbils i de material agrícola, 3 fusteries, 3 lampisteries, 2 restaurants i 1 agència immobiliària.
L'any 2000 a Montgirod hi havia 14 explotacions agrícoles que ocupaven un total de 280 hectàrees.

## Equipaments sanitaris i escolars
El 2009 hi havia una escola elemental.

## Poblacions més properes
El següent diagrama mostra les poblacions més properes.